# Borda de Ses Rotes
Borda de Ses Rotes es un cultivar de higuera de tipo higo común Ficus carica, unífera (con una sola cosecha por temporada, los higos de otoño), con higos de epidermis de color de fondo amarillo verdoso con sobre color verde claro. Se cultiva en la colección de higueras de Montserrat Pons i Boscana en Llucmajor, Islas Baleares.

## Sinonimia
- „sin sinónimo“,[4][6][7]

## Historia
Actualmente la cultiva en su colección de higueras baleares Montserrat Pons i Boscana, rescatada de un ejemplar o higuera madre localizada en el predio "ses Rotes" término de Llucmajor donde nació silvestre en una cantera de arenisca rodeada de pinos, acebuches y matorrales.
La variedad 'Borda de Ses Rotes' es una higuera silvestre, en una cantera en medio del pinar de "son Mut Nou", en una sementera llamada "ses Rotes" de ahí su nombre. No es ni cultivada, ni conocida en ningún otro lugar de la isla de Mallorca.

## Características
La higuera 'Borda de Ses Rotes' es una variedad unífera de tipo higo común. Árbol de vigorosidad media, porte esparcido, copa roma, densa de ramaje muy estirado que llega hasta el suelo y follaje denso de hojas muy oscuras, con emisión de rebrotes nulo. Sus hojas son de 3 lóbulos en su mayoría, menos de 5 lóbulos y pocas de 1 lóbulo. Sus hojas con dientes presentes márgenes serrados finos, con un ángulo peciolar obtuso. 'Borda de Ses Rotes' tiene poco desprendimiento de higos, un rendimiento productivo poco y periodo de cosecha prolongado bastante tardío. La yema apical cónica de color verde amarillento.
Los frutos de la higuera 'Borda de Ses Rotes' son higos de un tamaño de longitud x anchura:48 x 52mm, con forma urceolada, que presentan unos frutos medianos, simétricos de forma, uniformes de dimensiones que no presentan frutos aparejados ni tienen formaciones anormales, de unos 26,760 gramos en promedio, de epidermis con consistencia fuerte, grosor de la piel grueso con tacto áspero, con color de fondo amarillo verdoso con sobre color verde claro. Ostiolo de 2 a 5 mm con escamas pequeñas rosadas. Pedúnculo de 0 a 3 mm cilíndrico verde oscuro. Grietas longitudinales escasas. Costillas poco marcadas. Con un ºBrix (grado de azúcar) de 22 dulce ácido pero jugoso, con color de la pulpa rojo. Con cavidad interna grande, con aquenios medianos en gran cantidad. Los frutos maduran durante un periodo de cosecha prolongado, de un inicio de maduración de los higos sobre el 18 de septiembre al 17 de noviembre. Rendimiento productivo poco y periodo de cosecha prolongado.
Se usa como higos frescos en alimentación humana. Fácil abscisión de pedúnculo y buena facilidad de pelado. Bastante resistentes a las lluvias, a la apertura del ostiolo y al desprendimiento, puesto que los higos secos permanecen en el árbol sin caerse.

## Cultivo
'Borda de Ses Rotes', se utiliza como higos frescos en alimentación humana. Se está tratando de recuperar de ejemplares cultivados en la colección de higueras baleares de Montserrat Pons i Boscana en Llucmajor.